# Zgërdheshi
Zgërdheshi är en by i Kruja i Albanien. Byn Zgërdheshi är belägen 4 km från Kruja och tros vara den antika staden Albanopolis som nämns i ett geografiskt verk av Klaudios Ptolemaios.